# Помикал, Пакстон
Па́кстон Джонс По́микал (англ. Paxton Jones Pomykal; род. 17 декабря 1999, Льюисвилл, Техас, США) — американский футболист, вингер клуба MLS «Даллас» и сборной США.

## Клубная карьера
Помикал — воспитанник академии футбольного клуба «Даллас». 8 сентября 2016 года «Даллас» подписал с 16-летним Помикалом контракт по правилу доморощенного игрока. Его профессиональный дебют состоялся 1 марта 2017 года в ответном матче четвертьфинала Лиги чемпионов КОНКАКАФ 2016/17 против панамского «Арабе Унидо», в котором он вышел на замену на 64-й минуте вместо Келлина Акосты. В MLS он дебютировал 11 марта 2017 года в поединке против «Спортинг Канзас-Сити». 30 марта 2019 года в матче против «Реал Солт-Лейк» он забил свои первые голы в MLS, оформив дубль. Помикал был отобран для участия в Матче всех звёзд MLS 2019, в котором с командой звёзд лиги встретился испанский «Атлетико Мадрид». 10 октября 2019 года Помикал подписал с «Далласом» новый четырёхлетний контракт с опцией продления на сезон 2024. 18 января 2023 года Помикал подписал с «Далласом» новый четырёхлетний контракт с опцией продления на сезон 2027.

## Международная карьера
В составе молодёжной сборной США Помикал принимал участие в чемпионате КОНКАКАФ 2018 и чемпионате мира 2019.
За сборную США Помикал дебютировал 10 сентября 2019 года в товарищеском матче со сборной Уругвая, заменив на 85-й минуте Джордана Морриса.

## Достижения
Командные
 сборная США до 20 лет
- Чемпион КОНКАКАФ среди молодёжных команд: 2018[13]

Индивидуальные
- Участник Матча всех звёзд MLS: 2019[14]